# 西魏書
『西魏書』（せいぎしょ）は、清の乾隆60年（1795年）に謝啓昆（字は蘊山）によって書かれた歴史書。紀伝体により西魏の通史を扱う。全24巻。
中国の南北朝時代に華北及び中原を支配した北魏はその末期に東西に分裂し、後世東魏・西魏と称されるようになった。北魏を扱った正史である『魏書』は東魏から禅譲を受けた北斉で編纂されたために、分裂前の北魏の最後の皇帝である元脩（東魏では「出帝」、西魏では「孝武帝」と称された）が長安に脱出した後、東魏の方を北魏を継承する正統王朝、東魏の孝静帝元善見を北魏の皇帝の列に加え、西魏の皇帝を認めなかった。
しかし、元脩の帝位は長安に成立した西魏に継承されており、西魏から禅譲を受けた北周が北斉を滅ぼし、さらにそれを継承した隋・唐が統一国家を築いたために、西魏を正統として位置づける必要が生じた。唐代になると『北史』が編纂されたが、西魏は『北史』が扱う王朝の一つであり、一方で東魏を正統とする『魏書』はそのまま正史とされたため、西魏を単独で扱う歴史書は存在せず、また正史以外で西魏を扱った歴史書も早い時期に散逸した。
清代になると、謝啓昆が『魏書』や『北史』、その他の史料・碑文を元に西魏の歴史書として編纂し、『西魏書』が成立するに至った。既存史料を再編集した内容であるため、独自の内容は乏しいが、東魏・北斉の立場で書かれた『魏書』とは異なる視点で描かれ、また西魏の通史としての利便性がある。

## 内容
下記21編24巻により構成される。
1. 帝紀 - 孝武帝・文帝・廃帝・恭帝
2. 表第一 - 封爵
3. 表第二 - 大事
4. 表第三 - 異域
5. 考第一 - 紀象
6. 考第二 - 儀制
7. 考第三上 - 地域上
8. 考第三下 - 地域下
9. 考第四上 - 百官上
10. 考第四下 - 百官下
11. 列伝第一 - 孝武帝皇后高氏・文帝文皇后乙弗氏・文帝悼皇后郁久閭氏・廃帝皇后宇文氏・恭帝皇后若干氏
12. 列伝第二 - 扶風王孚（子端）・陳郡王玄・北平王懋・濮陽王順（子偉）・洛平王最・魏郡王毗・馮翊王季海（子亨）・固道公羅・安昌王均（子則、矩）・順陽王仲景・博陵王暢（子敏）・魏興王融・義陽王子孝・華山王紀・宋安王琰・広陵王欣・潁川王斌之・東陽王栄・長湖公定（淮安王育等）・文七王・公主
13. 列伝第三上 - 宇文泰
14. 列伝第三下 - 宇文泰
15. 列伝第四 - 斛斯椿・長孫冀帰（子子彦、紹遠、澄）・賈顕度・樊子鵠・賀抜勝・念賢
16. 列伝第五 - 王羆・宇文顕和・宇文測・婁宝・毛遐・楊倹
17. 列伝第六 - 董紹・乙弗朗・寇洛・梁禦・若干恵・怡峯・劉亮・雷紹・耿豪・陸政・康永
18. 列伝第七 - 王徳・王盟・王子直・李虎・宇文導・張軌・令狐虯・趙粛・蔡襲・徐招・裴邃・叱列伏亀・檀翥
19. 列伝第八 - 李長寿（子延孫）・韋祐・郭焱・沓竜超・乙速孤仏保・李棠・柳檜・宋球
20. 列伝第九 - 蘇綽
21. 列伝第十 - 周恵達・辛慶之・蘇亮（弟湛譲）・柳虯・呂思礼（崔騰）
22. 列伝第十一 - 毛鴻賓（弟鴻顕）・泉企（子元礼、仲遵）・趙善
23. 列伝第十二 - 楊騰・乙弗絵・李順興・蔣昇・檀特師・孫道温妻趙氏・孫神妻陳氏・高慎（鄭敬道等）
24. 載記 - 元善見・蕭詧